# Sport i Storbritannien
Af sportsgrene i Storbritannien er fodbold den som har størst udbredelse og er mest populær, med undtagelse af Wales, hvor rugby er størst. Cricket er også populært, særligt i England, samt i tidligere britiske kolonier som Indien og Australien. Andre udbredte sportsgrene er snooker, atletik, fægtning, motorsport og hestevæddeløb. Gælisk fodbold spilles i Nordirland.
Flere store sportsgrene har eller antages at have sit ophav i Storbritannien, blandt andet fodbold, rugby, golf, cricket, tennis og boksning.

## Fodbold
Globalt set har moderne fodbold udviklet sig fra traditionel britisk fodbold i det 19. århundrede. Fodbold er den største sport i Storbritannien med stor margin, noget som ofte er set på som en trussel for andre sportsgrene. Sportens overordnede forbund er i England The Football Association (FA) (tilsvarer Dansk Boldspil-Union i Danmark), og tilsvarende i Skotland, Wales og Nordirland. Disse styrer de respektive landshold, reglerne og ligaenes kampopsætning.

### England
Klubfodbold er organiseret separat efter hvert land i Storbritannien. England har et ligasystem som inkluderer flere tusind hold. I de fire øverste divisioner spilles der professionel fodbold. FA Premier League er den øverste division med de 20 bedste hold i England, og desuden den rigeste i hele verden. De tre andre divisioner er også drevet af FA og inkluderer 72 forskellige hold. England har over 100 professionelle hold, mere end noget andet land i Europa.
De to hovedturneringer i England er FA Cup og League Cup. FA Cup er åben for alle hold i England, uanset niveau, mens League Cup (kendt som Carling Cup) kun er for holdene i de fire øverste divisioner.

### Skotland
I Skotland har man et lignende system, men i mindre skala. Den øverste division, Scottish Premier League (SPL), har i de senere år været domineret af Rangers F.C. og Celtic F.C.. Sidstnævnte har betydelig større økonomiske og sportslige ressourcer end de andre klubber. Et niveau under SPL ligger Scottish Football League, som er tre forskellige divisioner med totalt 30 klubber. Nogle af disse er imidlertid ikke professionelle. De to største cuper i Skotland er Scottish Cup og Skotske Liga Cup.

### Wales
Den øverste division i Wales er League of Wales. Denne er ikke særlig stor da rugby er deres nationalsport og de top tre walisiske klubber spiller i det engelske ligasystem. De største cuper er Welsh cup og FAW Premier Cup.

### Nordirland
I Nordirland er hovedligaen Irish Football League, som trods sit navn, kun er for klubber i Nordirland. Systemet har tre divisioner.
Hver sæson kvalificerer de bedste i sin liga sig til UEFA Champions League og UEFA Cup, to af de mest prestigefyldte turneringer i verden. Både hold fra England og Skotland har vundet af disse turneringer.
De fire nationer konkurrerer individuelt i international fodbold. Den allerførste internationale fodboldkamp var mellem Skotland og England i 1872. Den eneste store internationale præstation for Storbritannien var VM i fodbold 1966, som blev vundet af værtsnationen England.